# Abraxas cos
Abraxas cos là một loài bướm đêm trong họ Geometridae.